# Kristian Wilkerson
Kristian Wilkerson (Memphis, 10 gennaio 1997) è un giocatore di football americano statunitense che milita nel ruolo di wide receiver per i Buffalo Bills della National Football League (NFL). Al college ha giocato per la Southeast Missouri State University.

## Carriera universitaria
Wilkerson giocò college football per la Southeast Missouri State University con i Redhawks che militano nella Ohio Valley Conference (OVS) della secondaria Football Championship Subdivision (FCS) della NCAA. Nel suo primo anno, il 2016, fu redshirt ossia si allenava con la squadra ma non poteva disputare gare ufficiali. Nel suo ultimo anno con i Redhawks fece 71 ricezioni per 1.350 yard e 10 touchdown, venendo nominato nel First-Team All-OVS e nel Second-Team All-American da HERO Sports. Terminò la sua carriera al college totalizzando 219 ricezioni per 3.540 yard e 33 touchdown, tutti record per la scuola.

## Carriera professionistica

### Tennessee Titans
Wilkerson non fu scelto nel Draft NFL 2020 e il 4 maggio 2020 firmò da undrafted free agent con i Tennessee Titans. Non riuscì ad entrare nel roster attivo della squadra e il 5 settembre 2020 fu svincolato.

### New England Patriots
L'8 settembre 2020 Wilkerson firmò con la squadra di allenamento dei New England Patriots. Il 9 novembre 2020 fu elevato nel roster attivo e fece il suo debutto da professionista nella NFL nella partita del Monday Night Football vinta 30-27 contro i New York Jets. Fu quindi rispostato nella squadra di allenamento il giorno successivo.
Il 4 gennaio 2021 Wilkerson firmò da riserva/contratto futuro. Il 31 agosto 2021 fu svincolato per poi firmare con la squadra di allenamento dei Patriots il giorno successivo.
Il 2 gennaio 2022 Wilkerson fu spostato nel roster attivo per la gara della settimana 17 contro i Jacksonville Jaguars in cui segnò i suoi due primi touchdown in carriera. Il 17 gennaio 2022 firmò da riserva/contratto futuro.
Il 30 agosto 2022 Wilkerson fu posto nella lista riserve/infortunati. Il 15 febbraio 2023 fu svincolato.

### Indianapolis Colts
Il 16 febbraio 2023 Wilkerson firmò con gli Indianapolis Colts. Fu svincolato il 2 maggio 2023.

### Las Vegas Raiders
Il 15 maggio 2023 Wilkerson firmò con i Las Vegas Raiders. Fece due presenze, di cui una da titolare, ma nessuna ricezione, prima di essere svincolato il 4 novembre per poi essere aggregato alla squadra di allenamento tre giorni dopo, dove passò il resto della stagione.
L'8 gennaio 2024 firmò da riserva/contratto futuro. Prima dell'avvio della stagione 2024 non rientrò nel roster attivo iniziale dei Raiders e il 27 agosto 2024 fu svincolato, per poi essere aggregato alla squadra di allenamento il giorno successivo. Fu elevato nel roster attivo per la gara del sesto turno, la sconfitta 13-32 contro i Pittsburgh Steelers, partita in cui fece 2 ricezioni per 18 yard e segnò il suo primo touchdown in nero-argento. Terminò l'annata con tre presenze e due ricezioni, per 18 yard e un touchdown.
Il 6 gennaio 2025, al termine della stagione regolare, Wilkerson rifirmò da riserva/contratto futuro. Il 12 maggio 2025 fu svincolato.

### Buffalo Bills
Il 19 maggio 2025 Wilkerson firmò con i Buffalo Bills.

## Statistiche

### Stagione regolare
| Stagione | Stagione | Stagione | Stagione | Ricezioni | Ricezioni | Ricezioni | Ricezioni | Ricezioni |
| Anno     | Squadra  | P        | PT       | Ricezioni | Ricezioni | Ricezioni | Ricezioni | Ricezioni |
| Anno     | Squadra  | P        | PT       | Ric       | Yard      | Media     | Max       | TD        |
| -------- | -------- | -------- | -------- | --------- | --------- | --------- | --------- | --------- |
| 2020     | NE       | 1        | 0        | 0         | 0         | 0,0       | 0         | 0         |
| 2021     | NE       | 3        | 1        | 4         | 42        | 10,5      | 20        | 2         |
| 2022     | NE       | 0        | 0        | 0         | 0         | 0,0       | 0         | 0         |
| 2023     | LV       | 2        | 1        | 0         | 0         | 0,0       | 0         | 0         |
| 2024     | LV       | 3        | 0        | 2         | 18        | 9,0       | 9         | 1         |
| Totale   | Totale   | 9        | 2        | 6         | 60        | 10,0      | 20        | 3         |

Fonte: Football Database